# Премия «Давид ди Донателло» лучшему новому актёру
Премия «Давид ди Донателло» лучшему новому актёру (итал. David di Donatello per il miglior attore esordiente) — один из призов национальной итальянской кинопремии «Давид ди Донателло», вручалась всего лишь два раза.

## Победители и номинанты
- 1982
  - Беппе Грилло — В поисках Иисуса
  - Алессандро Бенвенути — Ad ovest di Paperino
  - Энцо Де Каро — Ещё слишком рано

- 1983
  - Фаусто Росси — В самое сердце
  - Марселло Лотти — Я, Кьяра и Хмурый
  - Карло Де Маттеи — Шопен